# Hans Frebold

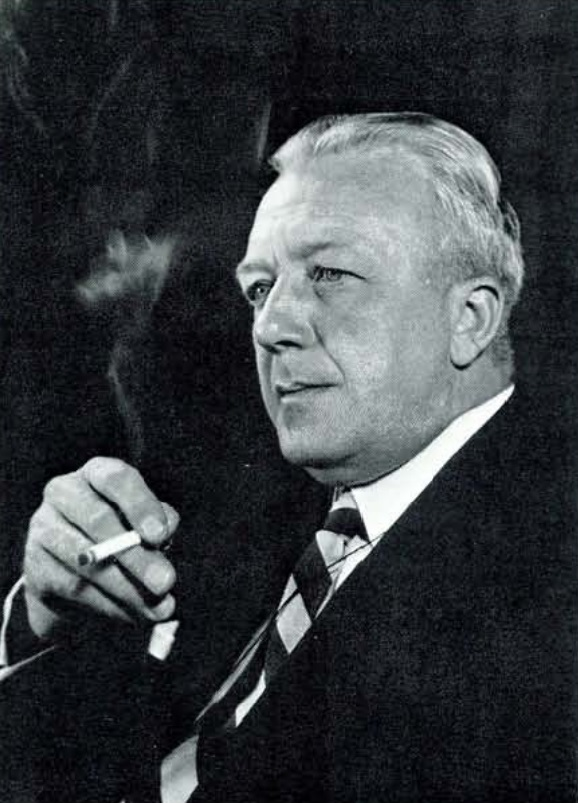
Hans Frebold

Hans Frebold (* 31. Juli 1899 in Hannover; † 2. Juni 1983 in Ottawa) war ein deutscher Geologe, Hochschullehrer und Polarforscher.

## Leben
Frebold nahm als Freiwilliger am Ersten Weltkrieg teil, legte 1918 die „Kriegsreifeprüfung“ und kam durch Vermittlung seines Bruders, des Geologen Georg Frebold, in eine wehrgeologische Einheit nach Stuttgart. Nach Kriegsende studierte er an der Technischen Hochschule Hannover und den Universitäten Marburg und Göttingen das Fach Geologie. In Hannover stiftete er 1919 den Hannoverschen Wingolf und wurde ein Jahr später im Göttinger Wingolf aktiv. In Göttingen schloss er sein Studium 1924 bei Hans Stille mit der Promotion ab. Danach folgten Publikationen in mesozoischer Paläontologie, Biostratigraphie und Paläogeographie, ehe er 1925 Assistent am Geologischen Institut der Universität Königsberg wurde. Er heiratete dort im selben Jahr Elisabeth Oster († 1971), mit der er in der Folge fünf gemeinsame Kinder hatte. Nach kurzem Aufenthalt in Königsberg wurde Frebold 1926 Privatdozent, 1931 Außerordentlicher Professor an der Universität Greifswald. In Greifswald wandte Frebold sich der jurassischen Paläontologe zu.
1930 leitete er im Auftrag von Adolf Hoel, dem Leiter des Norges Svalbard- og Ishavs-undersøkelser, eine Expedition nach Spitzbergen. 1931 nahm er an Lauge Kochs dänischer Dreijahresexpedition nach Ostgrönland teil. Dabei vergab er eine Reihe geographischer Namen, vor allem in Wollaston Forland und Hochstetter Forland.
Nach der Machtübernahme durch die Nationalsozialisten ließ sich Frebold im Oktober 1933 von der Universität Greifswald unter Fortzahlung seiner Bezüge beurlauben und zog mit seiner Familie nach Kopenhagen, wo er an der Bestimmung paläontologischer Sammlungen arbeitete. 1935 kam es zum Bruch mit Lauge Koch, als Frebold sich in einem gerichtlichen Plagiatsstreit, den neun dänische Kollegen gegen Koch angestrengt hatten, auf die Seite von Kochs Gegnern stellte. Nach dem für Koch ungünstigen Ausgang der Gerichtsverhandlung beschwerte dieser sich beim deutschen Reichsminister für Wissenschaft, Erziehung und Volksbildung über Frebolds Einmischung, was dazu führte, dass diesem 1936 die Bezüge aus Greifswald gestrichen und er aufgefordert wurde, nach Deutschland zurückzukehren. Frebold kam dieser Aufforderung nicht nach. Mit Unterstützung der Carlsberg- und der Rask-Ørsted-Stiftung konnte er seine wissenschaftliche Arbeit bis 1940 fortsetzen. Nach der Besetzung Dänemarks konnten die dänischen Institutionen ihn nicht weiter unterstützen, da sein kritisches Verhältnis zum NS-Regime bekannt war. Auf Anraten seiner dänischen Freunde nahm er eine Stellung am neu gegründeten Deutschen Wissenschaftlichen Institut in Kopenhagen an, wo er zum Mai bis 1945 die arktische Abteilung leitete. 1943 wurde er als Geologe im Rang eines Korvettenkapitän zur Kriegsmarine einberufen.
Als Stabsoffizier setzte Frebold sich bewusst für von den Deutschen verfolgte Dänen ein und erwirkte für einige von der Gestapo inhaftierte die Freilassung. Einen dänischen Polizisten konnte er vor dem Konzentrationslager bewahren. Während der letzten Kriegsmonate trat er als inoffizieller Vermittler zwischen dem dänischen Untergrund und den deutschen Behörden auf, um die SS davon abzuhalten, Hafenanlagen und öffentliche Gebäude in Kopenhagen beim Rückzug zu zerstören. Im März 1945 wurde Frebold zum Ziel eines Attentat dänischer Untergrundkämpfer, die von seiner Rolle nichts wussten. Frebold, der die Gestapo hinter dem Attentat vermutete, versteckte sich mit seiner Familie bis zum Kriegsende bei dänischen Freunden.
Nach dem Krieg bemühte Frebold sich erfolglos um eine Professorenstelle in Westdeutschland. Angebote aus Greifswald, Rostock und Jena nahm er aus politischen Gründen nicht an. Von 1947 bis 1949 arbeitete er für eine dänisch-amerikanische Prospektions-Gesellschaft, die in Dänemark nach Ölvorkommen suchte. 1949 erhielt er eine Einladung des staatlichen geologischen Dienstes von Kanada (GSC) in Ottawa, die er annahm. Dort wurde er 1951 Leiter der Abteilung für Paläontologie und Stratigraphie und 1954 Mitglied der Royal Society of Canada. Nach einer kurzen Zeit als Gastprofessor 1964 an der University of Oklahoma arbeitete Frebold bis zu seinem Ruhestand 1968 als „Senior Research Paleontologist“ und schließlich ab 1965 als „Principal Research Scientist“ am GSC.
In zweiter Ehe war Frebold mit Britta Pedersen (1912–2004), geborene Bohn, verheiratet, der geschiedenen Frau seines ehemaligen Mitarbeiters am Deutschen Wissenschaftlichen Institut Alwin Pedersen (1899–1974), eines Polarforschers und Autors.

## Auszeichnungen und Ehrungen
- Verdienstmedaille mit Schwertern des Königs von Dänemark für seine wissenschaftliche Arbeit
- Benennung des Berges Frebold Bjerg in Ost-Grönland[5] und des Bergrückens Freboldryggen in Spitzbergen[6] nach Hans Frebold
- Honorarprofessor der Universitäten Greifswald (1945) und Kiel (1949)

## Schriften
- Phylogenie und Biostratigraphie der Amaltheen im mittleren Lias von Nordwestdeutschland. Niedersächsischer Geologischer Verein, Jahresbericht Bd. 15, 1922, S. 1–26 (Dissertation).
- Tatsachen und Deutungen zur Geologie der Arktis. In: Medd. fra Dansk Geol. Forening. Bd. 8, 1934, S. 301–326 (PDF; 1,4 MB).
- Das Festungsprofil auf Spitzbergen IV. Die Brachiopoden- und Lamellibranchiatenfauna des Oberkarbons und Unterperms. In: Skrifter om Svalbard og Ishavet. Bd. 69, 1939, S. 1–94. (PDF; 2,6 MB).
- Das Festungsprofil auf Spitzbergen V. Stratigraphie und Invertebraten-Fauna der älteren Eotrias nebst Beschreibung anderer Vorkommen in Spitzbergen. In: Skrifter om Svalbard og Ishavet. Bd. 77, 1939, S. 1–58.
- Geologie der Arktis. Band I, Bornträger, Berlin 1945.
- Geologie des Barentsschelfes. In: Abhandlungen der Deutschen Akademie der Wissenschaften, Berlin, Klasse für Mathematik und allgemeine Naturwissenschaften. Bd. 5, 1950, S. 1–151.
- The Jurassic Fernie Group in the Canadian Rocky Mountains and Foothills. Geological Survey of Canada, Memoir 287, 1957 (PDF; 16,5 MB).